# مؤشرات خلايا الدم الحمراء
مؤشرات خلايا الدم الحمراء هي مجموعة من الفحوصات الطبية المخبرية التي تُجرى من أجل فحص حجم خلايا الدم الحمراء ومحتواها من الهيموجلوبين. النتائج غير الطبيعية تشير غلى وجود فقر الدم وتُحدد نوع فقر الدم لدى المريض.

## الحجم الكروي الوسطي (MCV)
الحجم الكروي الوسطي هو متوسط حجم خلية الدم الحمراء ويُحسب بقسمة هيماتوكريت على تركيز خلايا الدم الحمراء في العيّنة.
- {\displaystyle {\textit {MCV}}={\frac {\textit {Hct}}{[{\textit {RBC}}-]}}}
- المجال المرجعي: 80-100 فيمتولتر.

## هيموجلوبين الكريّة الوسطي (MCH)
{{مفصلة:هيموجلوبين الكريّة الوسطي (MCH)}}
هيموجلوبين الكريّة الوسطي (MCH) هو متوسط كمية الهيموجلوبين في خلية دم حمراء واحدة ويُحسب من خلال قسمة الهيموجلوبين على عدد خلايا الدم الحمراء.
- {\displaystyle MCH={\frac {Hb}{RBC}}}
- المجال المرجعي: 27-31 بيكوجرام/خليّة.

## تركيز الهيموجلوبين الكريوي الوسطي (MCHC)
تركيز الهيموجلوبين الكريوي الوسطي (MCHC) هو متوسط تركيز الهيموجلوبين في وحدة الحجم لخلايا الدم الحمراء ويُحسب بقسمة الهيموجلوبين على الهيماتوكريت.
- {\displaystyle MCHC={\frac {Hb}{Hct}}}
- المجال المرجعي: 32-36 غم/ديسيلتر.